# 토폴라

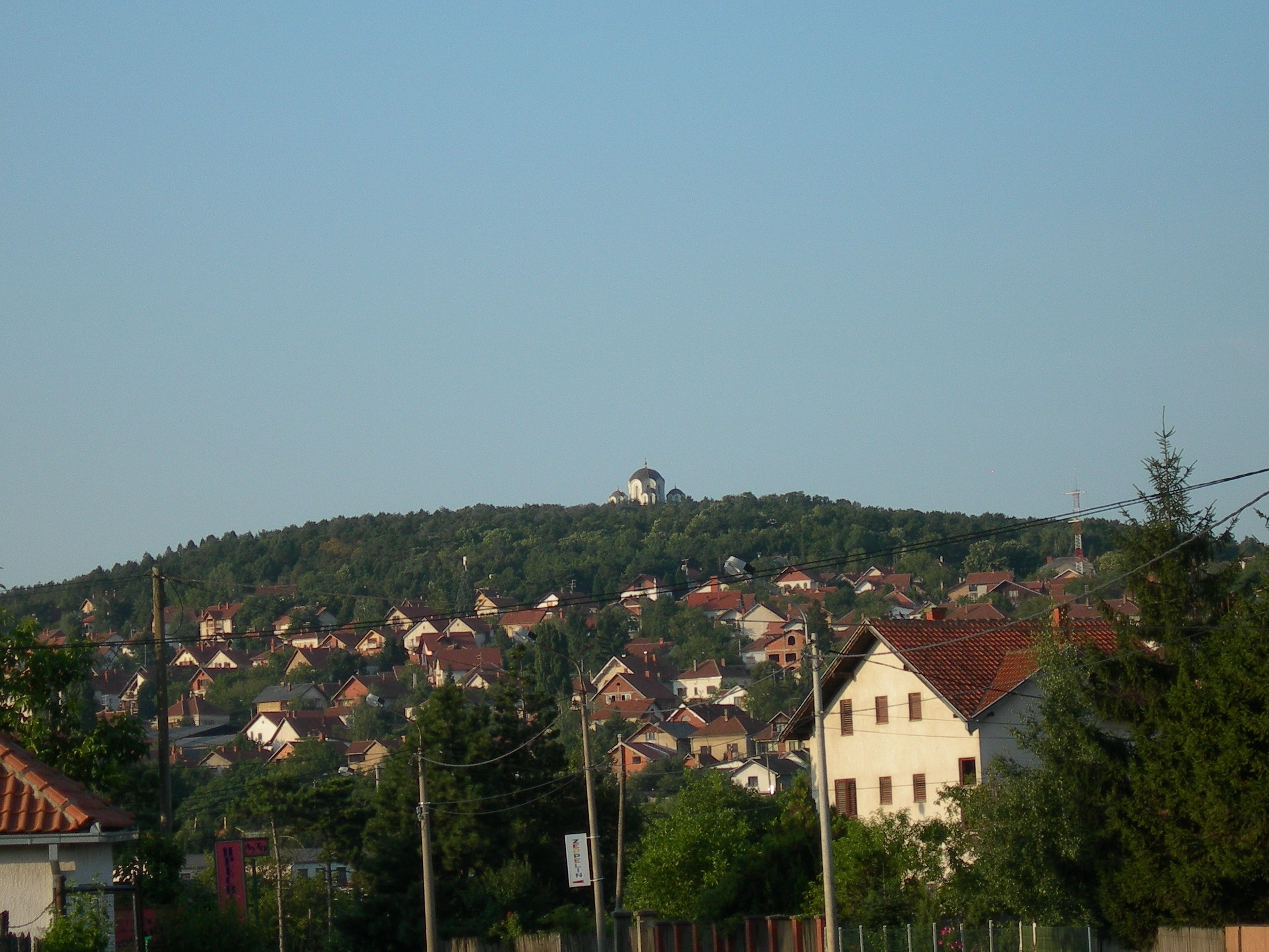
언덕에서 내려다 본 토폴라와 오플레나츠(Oplenac)

토폴라(세르비아어: Топола, Topola)는 세르비아 슈마디야 구에 위치한 도시로, 면적은 356km2, 도시 인구는 4,573명(2011년 기준), 지방 자치체 인구는 22,207명(2011년 기준)이다. 도시 이름은 세르비아어로 "포플러나무"를 뜻한다.
1804년 세르비아의 혁명가인 카라조르제(Karađorđe)가 오스만 제국에 대항하여 일으킨 제1차 세르비아 봉기의 지도자로 선출된 곳이다. 이곳에 있는 성 게오르기우스 성당에는 카라조르제비치 가(Karađorđević) 공작과 왕가의 무덤이 있다.

시기
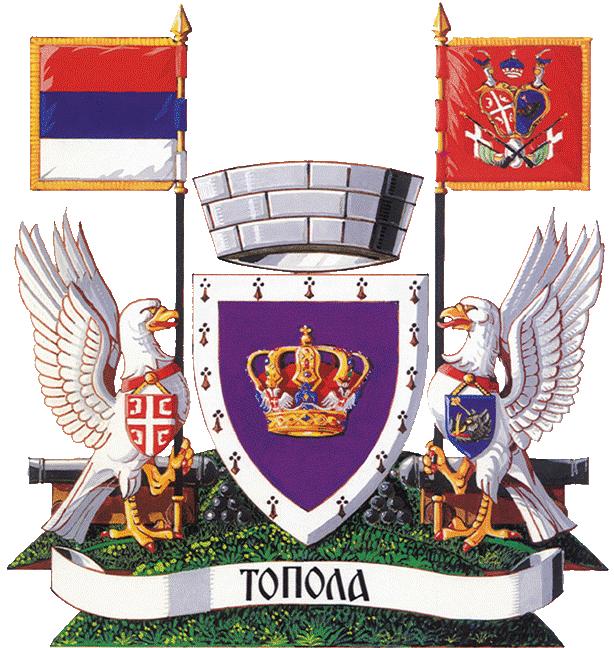
시 문장